# Бенте Пауліс
Бенте Пауліс (14 лютого 1997) — нідерландська веслувальниця. На літніх Олімпійських іграх 2024 року вона здобула срібну медаль у змаганнях з академічного веслування в парній четвірці.

## Кар'єра
На чемпіонаті Європи з академічного веслування 2022 року в Мюнхені вона виграла срібну медаль у четвірці парної. На чемпіонаті світу з академічного веслування 2022 року в Чехії також здобула срібну медаль.
Наступного, 2023 року, Пауліс також завоювала срібло на чемпіонаті світу з академічного веслування в Белграді у четвірці.
Вона була в складі голландської четвірки, яка посіла друге місце на перших двох етапах Кубка світу 2024 року. Була відібрана на Олімпійські ігри в Парижі 2024 року.

## Особисте життя
Вона — сестра Ільзи Пауліс.